# Felipe Nasr
Luiz Felipe de Oliveira Nasr  (født 21. august 1992 i Brasília) er en brasiliansk racerkører, der i 2016-sæsonen kører Formel 1 for Sauber. 

## Historie
Efter at Nasr i 2011 vandt det Britiske Formel 3, skiftede han i 2012 til GP2 Series. Her kørte han til og med 2014.
I 2014-sæsonen blev han test- og reservekører for Formel 1-teamet Williams.
5. november 2014 blev det offentliggjort, at Nasr fra 2015 skulle have et fast sæde hos Sauber. I hans debutløb blev han nummer 5 på Melbourne Grand Prix Circuit. I sæsonen scorede han i alt 27 point, og endte på en samlet 13. plads.